# إدوارد ترولوف
إدوارد ترولوف (1809-1899)، كان ناشرًا إنكليزيًا راديكاليًا ومفكرًا حرًا.

## حياته
قضى ترولوف، وهو من الأتباع القدماء للفلسفة الأوينية، وقتًا بين عامي 1844-1845 في مجتمع كوينوود في هامبشاير. ذهب إلى نيو هارموني بولاية إنديانا لمدة عام، وعاد إلى لندن عام 1846. عمل بعد ذلك سكرتيرًا لمؤسسة جون ستريت، وهي قاعدة تابعة للحركة الميثاقية في لندن، لمدة تسع سنوات. كان سكرتيرًا لمهرجان لندن الأخير للأوينيين في عام 1871. أشار جون ستيوارت مل في كتاب عن الحرية إلى أن كلا من ترولوف وجورج جاكوب هوليوك رُفضا كعضوين محلفين في محكمة أولد بيلي في عام 1857 بسبب تصريحاتهما الخاصة بنقص المعتقد الديني.
عمل ترولوف على تحرير سلسلة مكتبة الإصلاحيون من الأعمال الرخيصة، وعمل ناشرًا لدى جمعية الشغيلة العالمية. كان أحد مؤسسي الرابطة المالتوسية في يوليو عام 1877. كان أيضًا عضوًا في الجمعية الوطنية العلمانية التي شاركه آخرون في تأسيسها. أصبح أحد الأعضاء الأساسيين في الرابطة الذين يحضرون بانتظام حتى توقفت الاجتماعات رسميًا حوالي عام 1899 مع توماس أوين بونسر، وجيه. كيه. بايج وويليام هاموند رينولدز.
باع ترولوف كتاب آثار التاريخ الطبيعي للخلق وأعمالًا أخرى في شارع جون بلندن في عام 1847. نشر في شارع 240 ستراند في لندن منذ عام 1852 حتى عام 1867؛ وفي شارع 256 هاي هولبورن في عام 1874. كان موقع هاي هولبورن هو عنوان المكتب الدولي الأول منذ حوالي عام 1870.
وصف كتاب صياد الكتب في لندن (1895) ترولوف بأنه «لا أدري»، وأنه تقاعد من متجر هاي هولبورن الذي انتقل إليه من ستراند قبل بضع سنوات. بيعت مكتبته الشخصية بعد وفاته ونُشِر فهرس كتبه.

## النيابة
واجه ترولوف مشكلة قانونية مع المنشورات السياسية ومنشورات تحديد النسل.

### كتيب قتل الطغاة
حوكم ترولوف في عام 1858 في أعقاب قضية أورسيني لنشره كتاب قتل الطغاة: هل هذا مبرر؟ بقلم ويليام إدوين آدامز. استندت التهمة إلى الفتنة، واُسقِطت تهمة ازدراء الدين. حذر القاضي اللورد رئيس المحكمة جون كامبل ترولوف بعد ستة أشهر وأُغلِقت القضية.

### تهمة الفحش
حوكم ترولوف في عام 1878 لنشره طبعة من عمل روبرت ديل أوين بعنوان علم وظائف الأعضاء الأخلاقي، وقضى أربعة أشهر في سجن كولدباث فيلدز. حوكم ترولوف في عام 1877 بتحريض من جمعية قمع الرذيلة، وأُجِّلت محاكمته للسماح بمحاكمة قضية منع الحمل البارزة التي تشمل تشارلز برادلو وآني بيزنت أولًا، ونشر كتاب ثمار الفلسفة لتشارلز نولتون. جرت المحاكمة الأولى في فبراير عام 1878 ولم تتمكن هيئة المحلفين من التوصل إلى حكم، ولكنه أدين بعد محاكمة ثانية.
شغّلت الملاحقات القضائية التي أقيمت خلال سبعينيات القرن التاسع عشر من الناحية القانونية، وبدافع من جمعية قمع الرذيلة، قانون المنشورات الفاحشة لعام 1857. سعى تشارلز هاستنغز كوليت، أمين الجمعية، إلى سلسلة من القضايا. أصبحت حملة مكونة من رجل واحد، وانتهت في عام 1880 عندما أُغلِقت الجمعية. عرض ترولوف كتاب علم وظائف الأعضاء الأخلاقي في نافذة متجره في هاي هولبورن. كان الشهود على دفاع ترولوف هم جون موريسون ديفيدسون و دبليو. إيه. هنغر من المجتمع الجدلي الإنجليزي. كان قاضي المحاكمة الأولى هو اللورد كبير القضاة كوكبورن، وبارون بولوك في المرة الثانية.